# Noel Reid
Pas d'image ? Cliquez ici

a Compétitions nationales et continentales officielles uniquement.

b Matchs officiels uniquement.
Dernière mise à jour le 23 avril 2024.
Noel Reid, né le 22 mai 1990 à Dublin, est un joueur irlandais de rugby à XV évoluant au poste de centre ou de demi d'ouverture.

## Biographie
Il a connu sa première cape internationale avec l'Irlande le 14 juin 2014 face à l'Argentine.
Après avoir joué pour le compte du Leinster de 2011 à 2019, et durant la saison 2019-2020 au sein de l'équipe des Leicester Tigers, il s'engage le 15 juillet 2020 en faveur du Sporting Union Agen Lot-et-Garonne pour deux ans.